# Parc Anders Franzén
Le parc Anders Franzén (en suédois : Anders Franzéns park) est un parc public du quartier de Södra Hammarbyhamnen à Stockholm en Suède. 

## Description
Le parc d'Anders Franzén est un parc situé à Henriksdalshamnen. 
Le parc a été inauguré en 2014 et a été nommé pour le bâtiment de Stockholm de l'année 2015.
Le parc porte le nom de l'archéologue amateur Anders Franzén qui, entre autres, a découvert le navire Vasa. 
Le parc est l'une des dernières parties construites dans le cadre du projet Hammarby Sjöstad, lancé à la fin des années 1990. 
Le parc est situé à côté d'Henriksdalshamnen, entre l'extrémité nord du lotissement et Danviksklippan et s'étend le long du canal de Danvik.

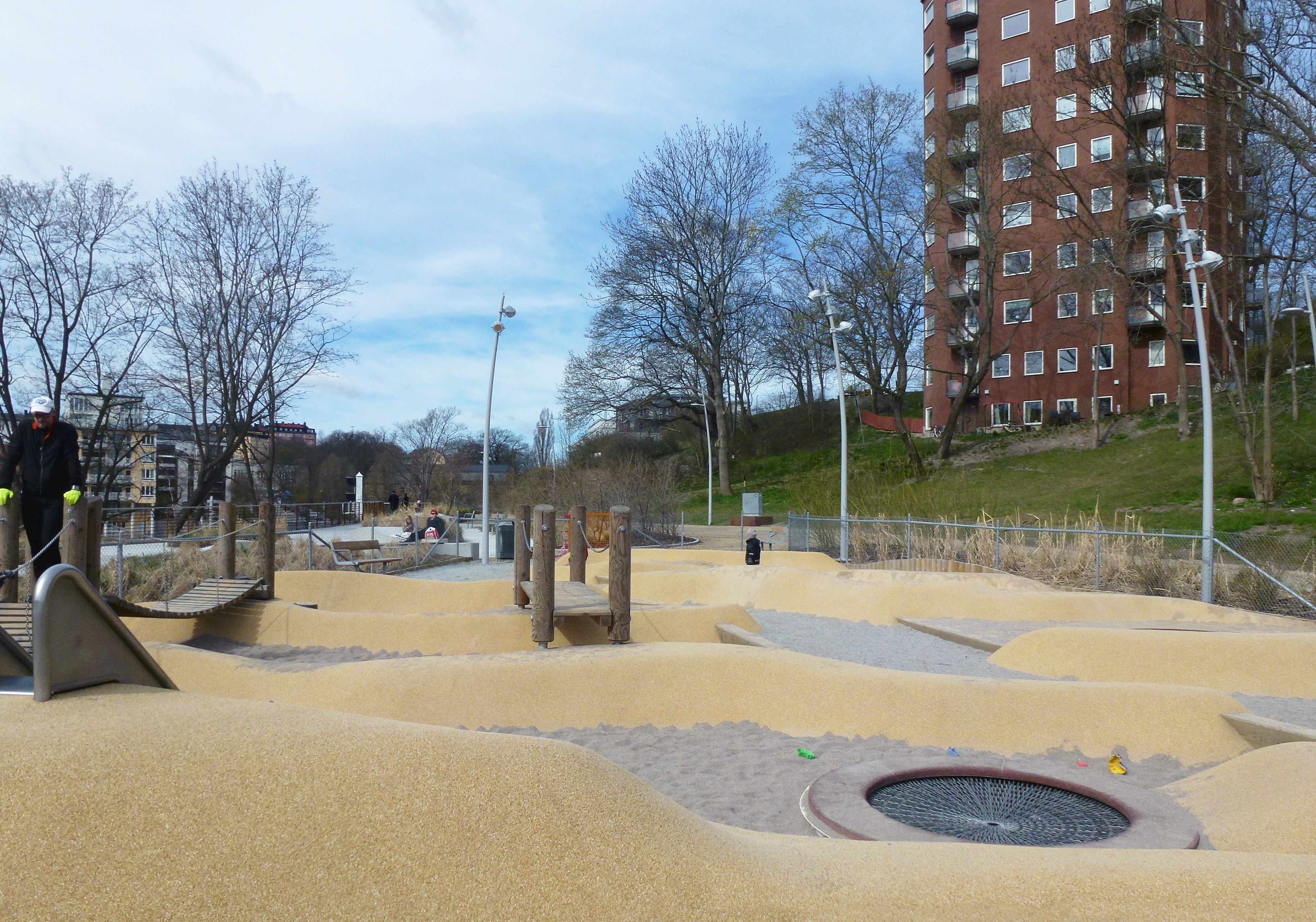
Vue du parc.

La construction a commencé en août 2013 et le parc a été inauguré en septembre 2014.
Le parc a été conçu par les architectes paysagistes AJ avec la ville de Stockholm comme client.
Le parc est divisé en plusieurs zones, y compris des terrasses de sable et de bronzage au bord de l'eau, des pistes de luge vers Danviksklippan, des plantations, des sentiers pédestres et des pelouses ainsi que des surfaces de skate et d'asphalte. Les quais sont constitués de béton brossé coulé sur place de forme ondulée et de bordures en acier corten.
L'attraction principale du parc est une aire de jeux située dans la partie nord, conçu par l'artiste Tor Svae, et qui est liée à l'ancienne activité industrielle qui y existait. 
L'aire de jeux comprend entre autres un chantier naval miniature, un atelier de mécanique avec des machines, un atelier de menuiserie avec une scierie, une montre de plongée et un remorqueur rouge vif appelé Hildur. 
Une petit bidonville de la taille d'un enfant est accroché sur le Danviksklippan et sert de portique d'escalade. Tout est fidèlement construit avec des pièces originales provenant de divers ateliers et les enfants peuvent jouer avec tout.
En avril 2015, le parc d'Anders Franzén a été nommé parmi les dix projets du concours d'architecture Årets Stockholmsbyggnad.

## Galerie

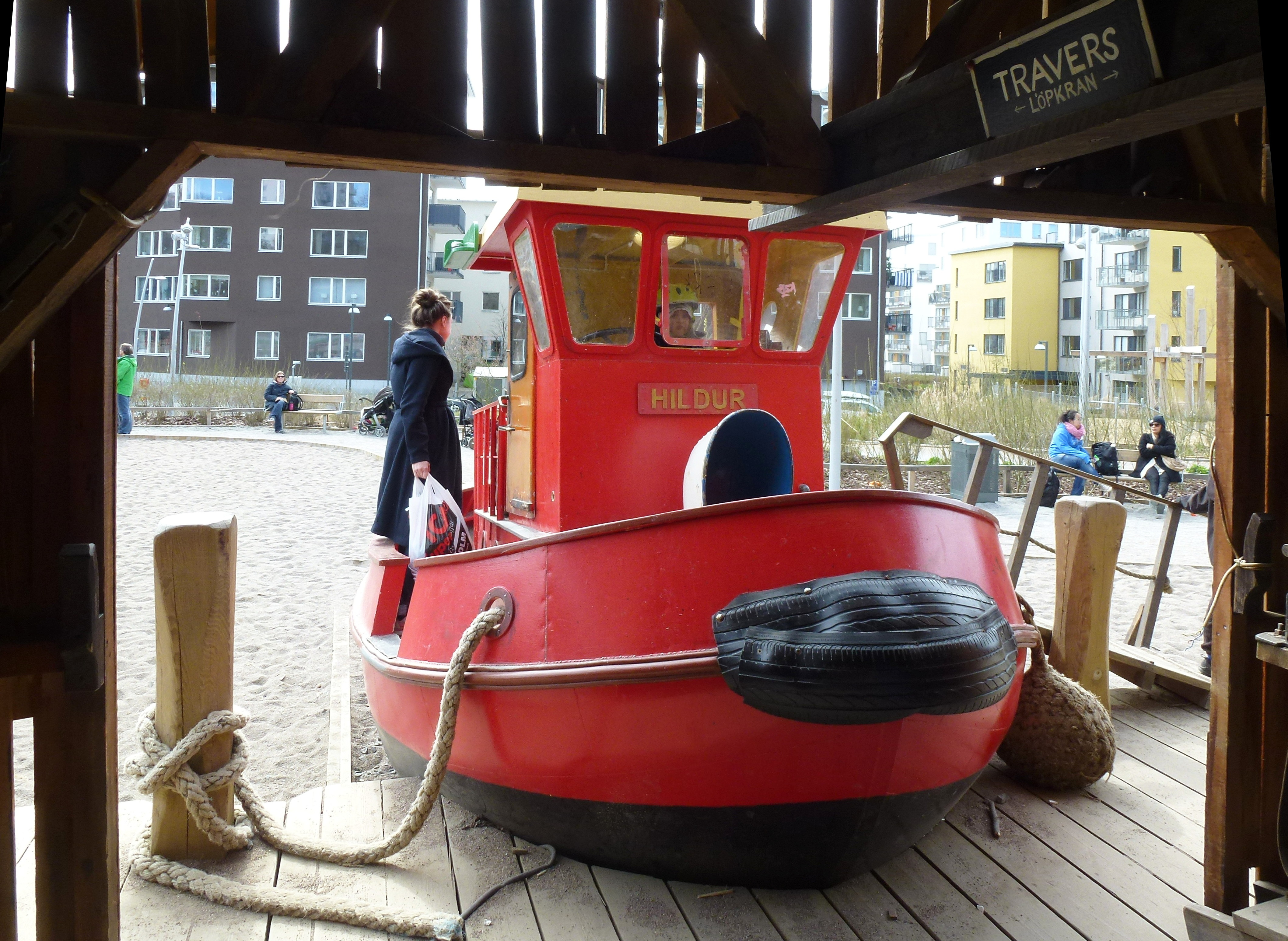
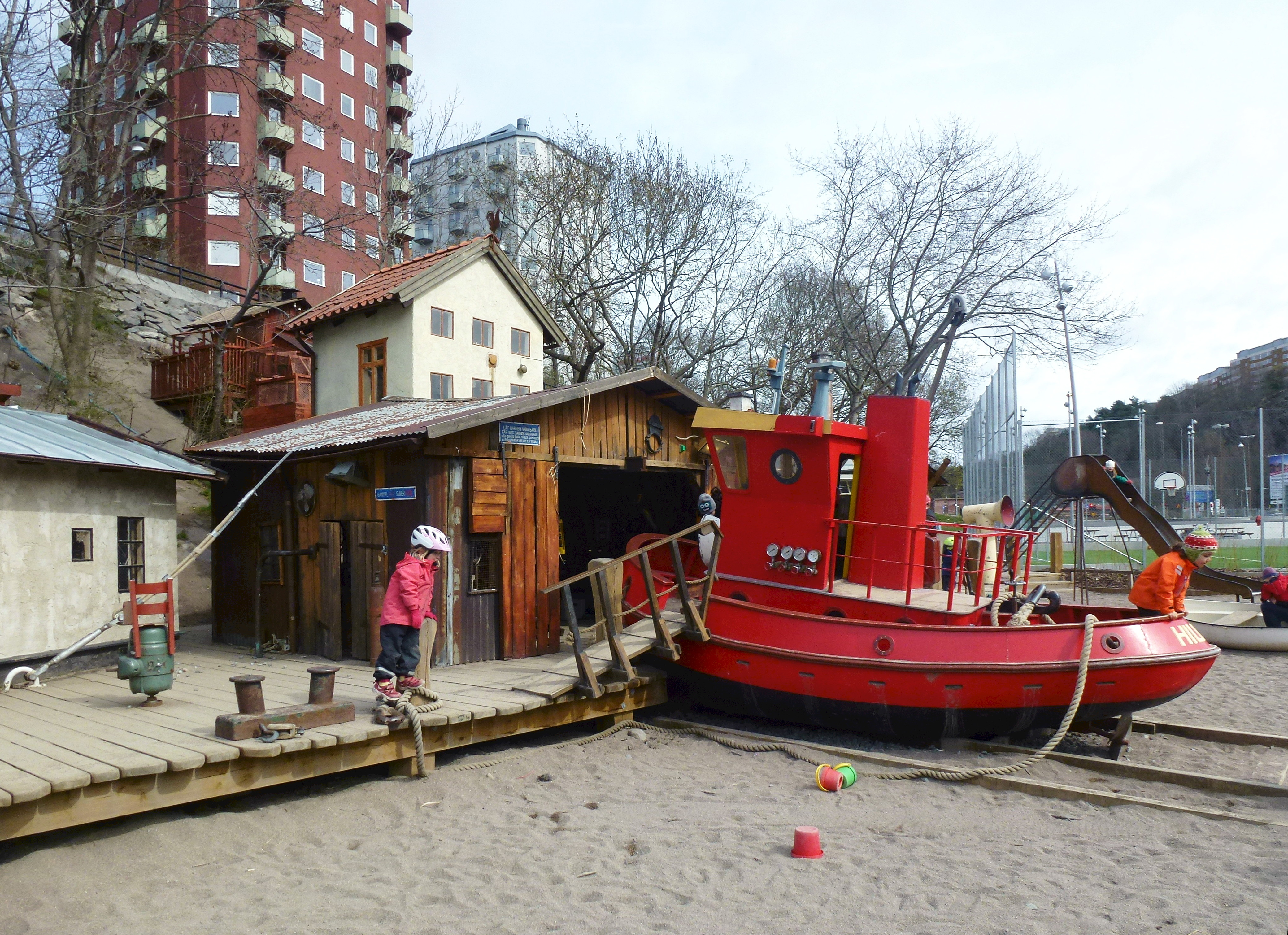
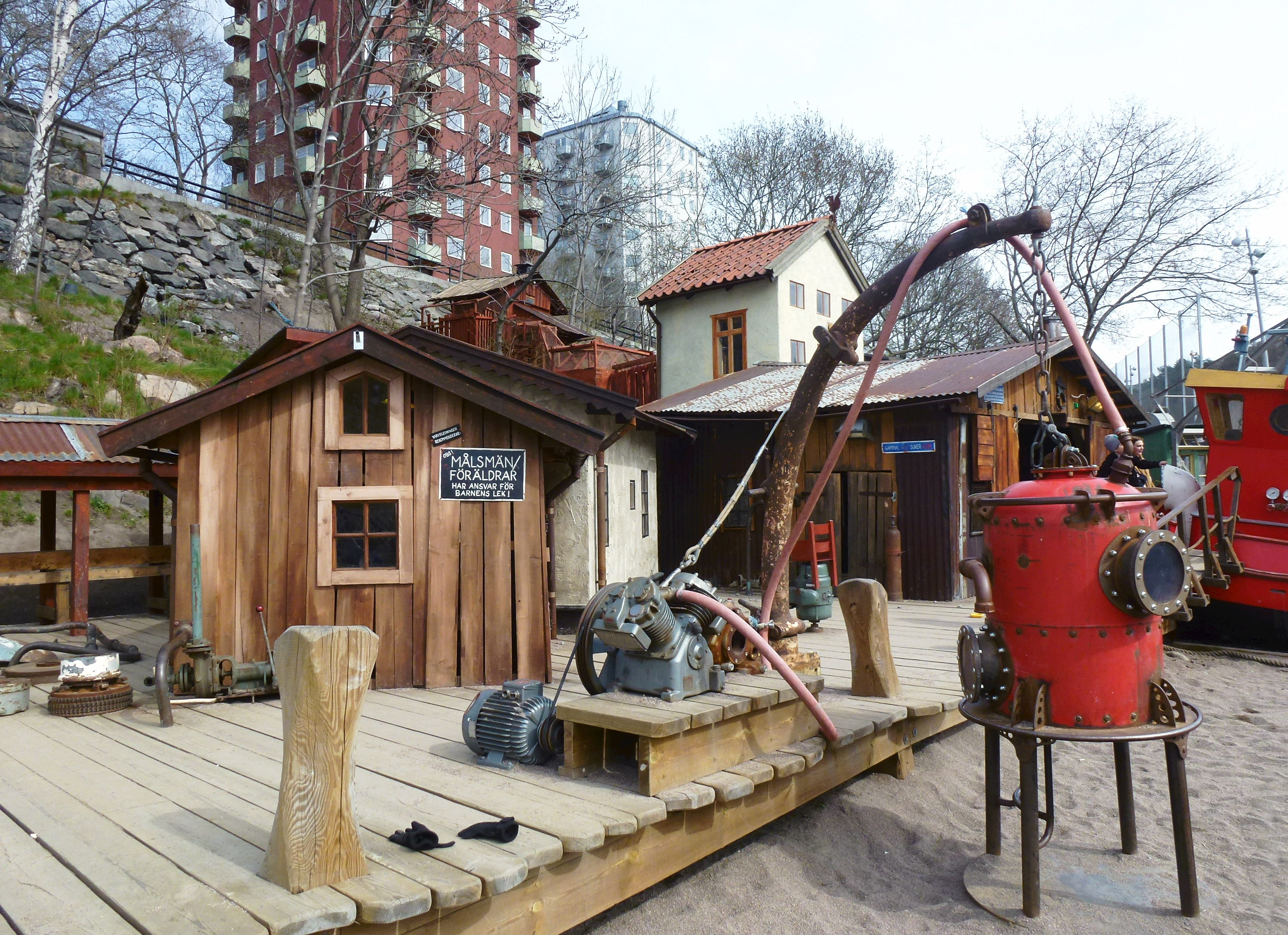
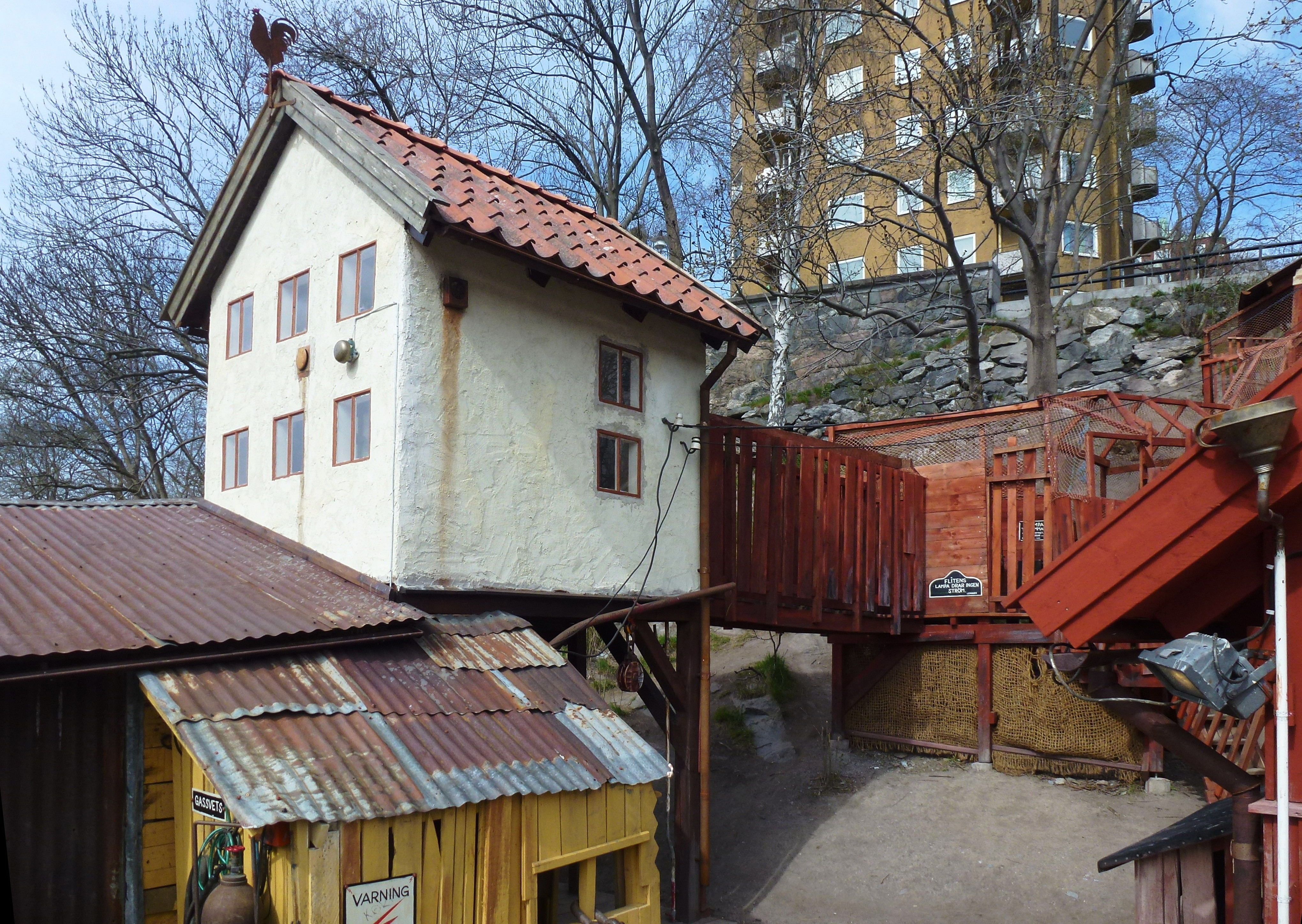

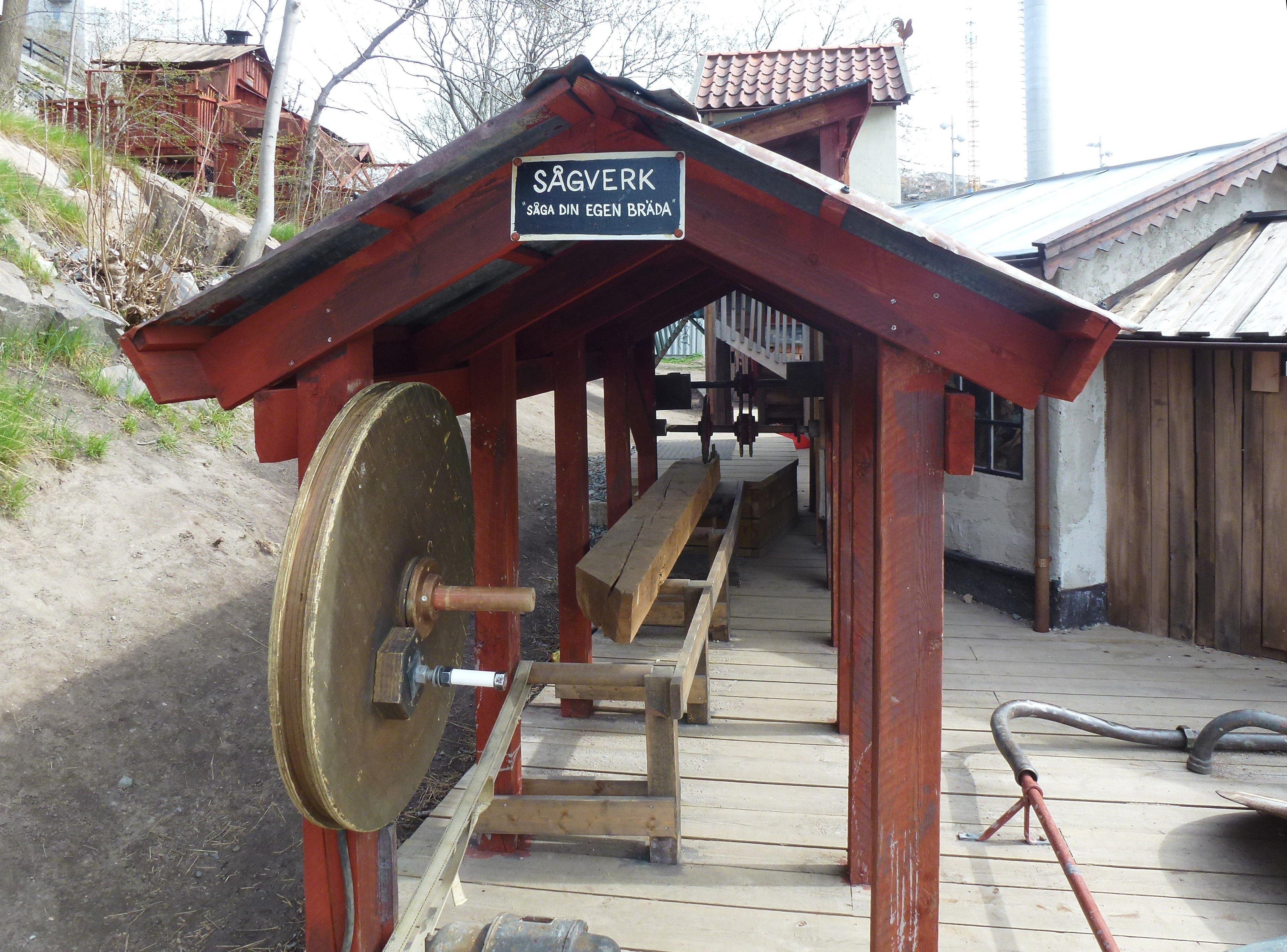
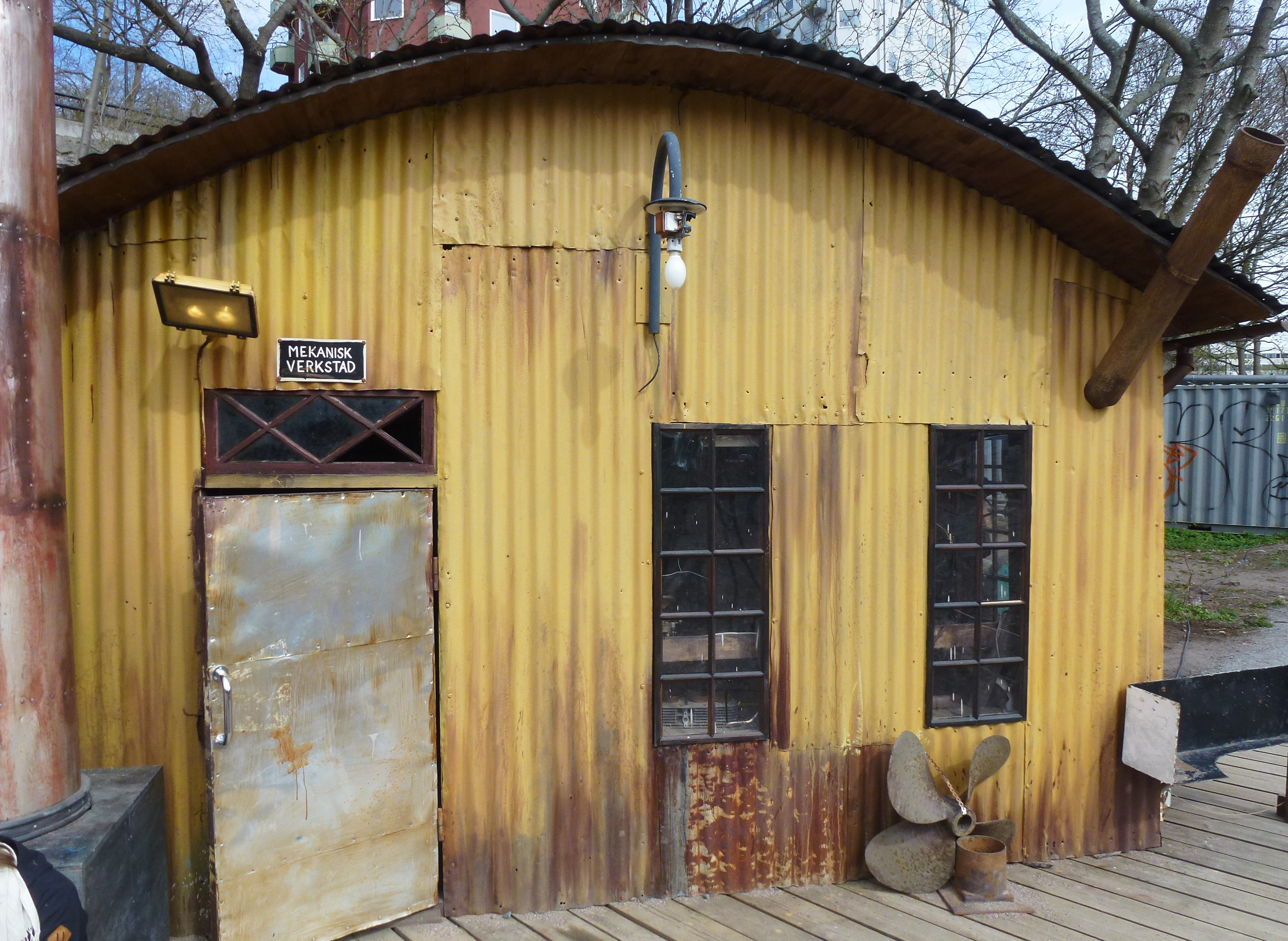
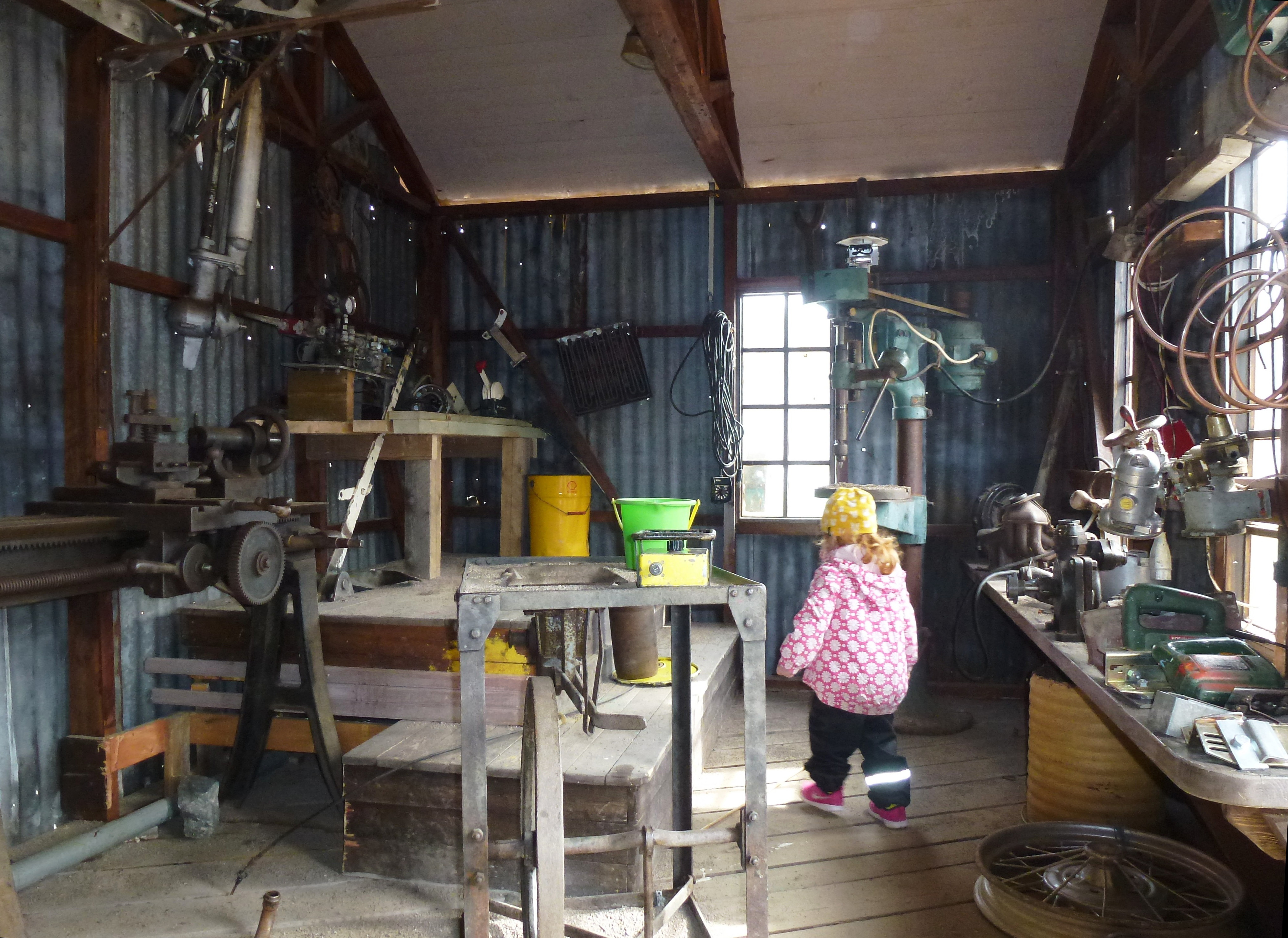
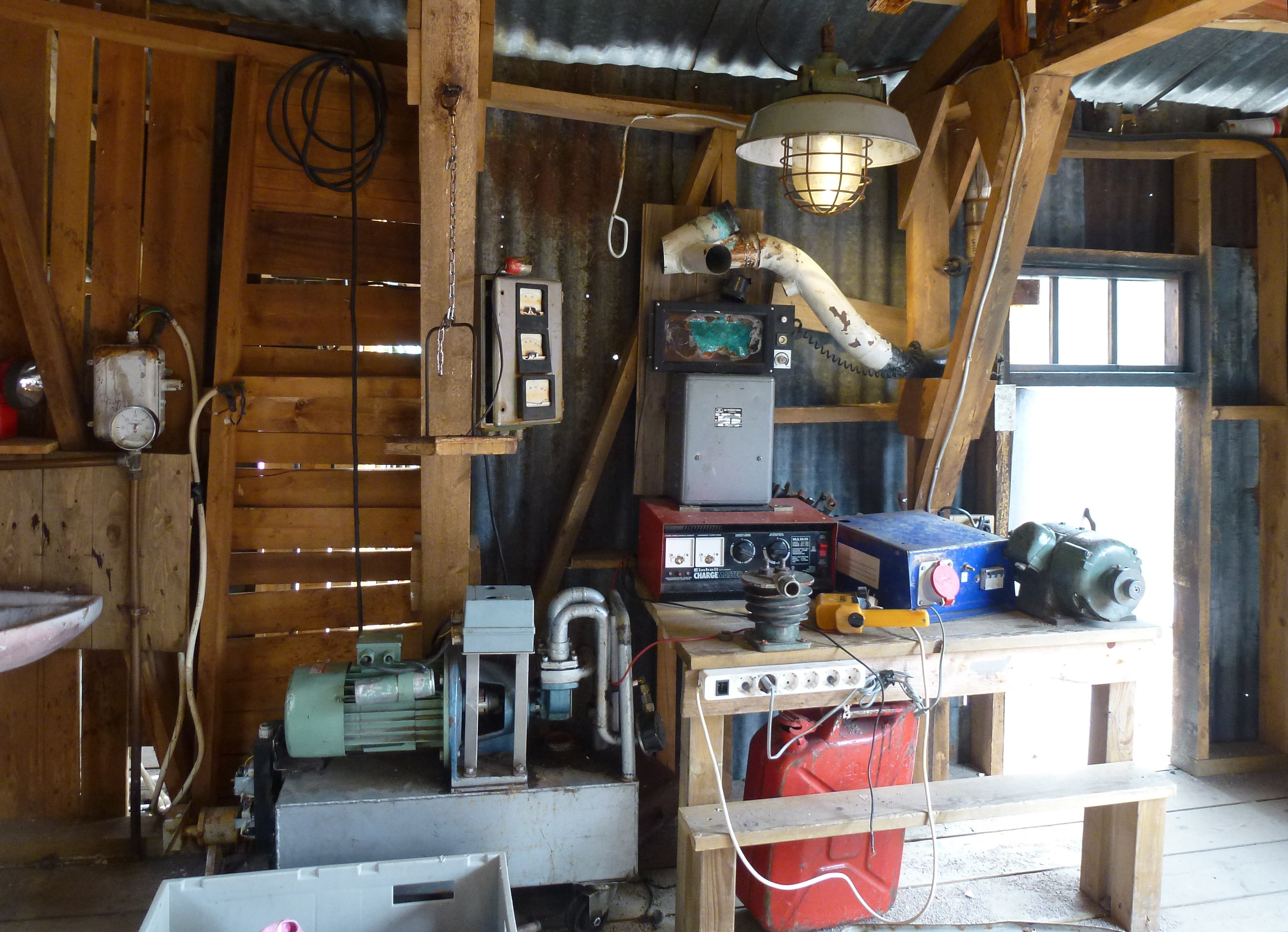